# 大同 (満洲)
大同（だいどう、満洲語: ᠠᠮᠪᠠ

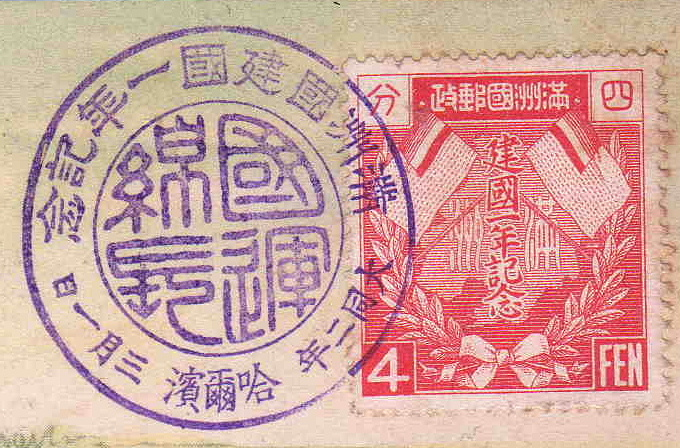
満洲国建国1周年記念切手に押印された「大同2年3月1日」の年号のある記念印。（1933年）

ᡠᡥᡝᡨᡠᠨ　転写：amba uhetun）は、満洲国の元号。1932年3月1日 - 1934年3月1日。満洲国執政・愛新覚羅溥儀の満洲国皇帝即位に伴い、大同3年3月1日を以って康徳に改元された。

## 出来事
- 元年3月1日：満洲国建国。満洲国政府佈告二で、年号を大同と定める。
- 元年9月15日：日満議定書調印。
- 3年3月1日：満洲国執政・溥儀の満洲国皇帝即位に伴い、康徳と改元。

## 西暦との対照表

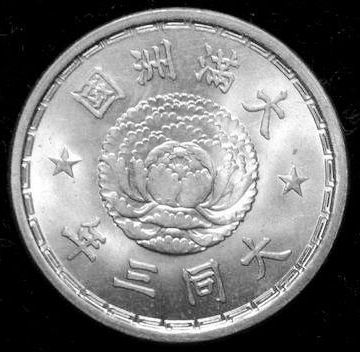
満洲国旧1角白銅貨
大同3年（1934年）銘

| 大同 | 元年     | 2年      | 3年      |
| 西暦 | 1932年   | 1933年   | 1934年   |
| 干支 | 壬申     | 癸酉     | 甲戌     |
| 中国 | 民国21年 | 民国22年 | 民国23年 |
| 日本 | 昭和7年  | 昭和8年  | 昭和9年  |